# Slaget vid Gestilren
Slaget vid Gestilren stod år 1210 mellan Erik Knutssons och Sverker den yngres trupper. Sverker den yngre stupade i slaget liksom Birger jarls far Magnus Minnisköld och Folke Birgersson av Bjälboätten. Slaget är den första händelse där folkungarna skall ha varit inblandade. Genom slaget led den sverkerska ätten sitt slutgiltiga nederlag i maktkampen om Sverige.

## Bakgrund
Slaget vid Gestilren föregicks av en flera generationer lång maktkamp mellan den erikska och den sverkerska ätten. Efter att Knut Eriksson 1167 vunnit regeringsmakten hade dock läget stabiliserats, och åren som följde präglades av politiskt samförstånd. Vid hans naturliga frånfälle 1195 övergick kronan till Sverker den yngre. När denne utsåg sin minderårige son till jarl gjorde dock Knut Erikssons fyra söner 1205 uppror, under vilket slaget vid Älgarås i Tiveden stod. Tre av de Erikska bröderna dödades vid slaget och den ende överlevande av Knut Erikssons söner, Erik Knutsson, flydde därefter till Norge.
År 1208 utmanade han ånyo kung Sverker, då slaget vid Lena (även känt som Kungslena) i Västergötland utkämpades. Utgången av detta slag tvingade kung Sverker att fly till Danmark, för att två år senare, med hjälp av danska trupper, återvända i syfte att återta sin förlorade krona. Men vid Gestilren triumferade Erik Knutsson än en gång, samtidigt som Sverker stupade. Samma år kröntes kung Erik av ärkebiskopen Valerius. Slaget vid Gestilren markerade slutet för maktkampen mellan den erikska och den sverkerska kungaätten. Efter nära ett sekel av konflikter stabiliserades det politiska läget i Sverige och en konsolidering av riket tog fart.

## Lokalisering
Lokaliseringen av Gestilren har varit och är omdebatterad. Det har förekommit olika förslag genom tiderna, men de har inte styrkts av arkeologiska fynd. Efter ett arkivfynd 1996 förespråkas Gästre i Frösthults socken i västra Uppland av flera experter. Denna identifikation har dock kritiserats av historikerna Dick Harrison och Stig Lundberg.
Ett minnesmärke över slaget vid Gestilren restes 1910 i Varvs socken i Västergötland. Ett tillägg till Äldre Västgötalagens kungalängd har lett fram till denna lokalisering. I tillägget kan man läsa att kung Sverker slogs ihjäl i ”Gestilren mellan dala och lena”. Orterna Dala och Lena (Kungslena) finns i denna del av Västergötland. Tillägget gjordes på 1430-talet.
Alternativa placeringar av Gestilren har gjorts av Gunnar Linde, som lyfte fram Göstrings (förut Gilstrings) härad i Östergötland, samt av Lars Gahrn, som tidigare velat förlägga slaget till havs; denna ståndpunkt har han nu övergivit.[källa behövs] Lindes hypotes är ”språkligt sett helt orealistisk och förutsätter en kedja av osannolika skrivarfel och ljudövergångar”,[källa behövs] varför den från början avvisats.

### Varv, Västergötland
Kyrkoherden Thore Odhelius (1705–1777) utpekade i mitten av 1700-talet Varvs socken i Västergötland som platsen för slaget med orden "Var denna strid utkämpades, är ovisst för historieskrivarna: vid Gestilren säga de, men var denna plats finnes, äro de helt okunniga om. (…) Men nära Lena finnes en gård, kallad Gislaryd, av hvilken byn Hvarf sedermera uppstod. Men detta Gislaryd var enligt vår mening för de gamle känt som Gestilren." År 1910 restes en minnessten över slaget med inskriptionen: ”Gud skydde Sveriges rike! Sjuhundra år efter slaget vid Gestilren reste Västgötar denna sten 1910.” Stenen ägs av Stiftelsen Västergötlands museum. Odhelius preciseringsförsök går troligen tillbaka till Johannes Messenius som i Scondia Illustrata på 1630-talet placerade slaget i närheten av Lena.
Källor som nämner en plats med det exakta namnet Gestilren i Västergötland saknas, med undantag av vissa ortnamn vilka man dock antar är uttryck för en lokal tradition uppkommen under sen tid. Den enda medeltida källa som placerar slaget i Västergötland är ett över 200 år senare tillägg av en okänd skrivarhand i Västgötalagens kungakrönika (se nedan) som troligen var den källa som Messenius anlitade. Den plats som utpekas i Västgötalagens kungakrönika ligger 4-7 kilometer från det ovannämnda monumentet.

### Gästre, Uppland
En ort i Sverige som kallats Gestilren (eller Gestillreen/Gästillreen) låg i Frösthults socken i Uppland. Genom ett arkivfynd 1996 kunde landsarkivarien Lars Otto Berg identifiera ett ortnamn Gestilren som tydligt kunde knytas till Gästre i Frösthult. År 2004 tog även ortnamnsforskaren Staffan Fridell ställning för Gästre i Frösthult. Genom en historisk språkanalys kom Fridell till slutsatsen att Gestilren och Gästre ”är samma by och samma namn. Närmare bestämt anser jag att Gæstilren är en ursprungligare form av namnet Gästre. Fridell har efter en senare och mer omfattande undersökning av samtliga källuppgifter om slaget framlagt ytterligare språkvetenskapliga argument som talar för Gästre. Fridell menar att den samlade forskningen efter 1998 (Rahmqvist, Berg, Sandblom och Larsson) successivt gjort det ”alltmer sannolikt att byn Gästre i västra Uppland är identisk med det medeltida Gestilren”.
Gästre i Uppland framhålls också av bröderna Lindström i boken Svitjods undergång och Sveriges födelse med en utförlig argumentation som knyter platsen till de stormannaätter som kan lokaliseras till det ursprungliga Fjädrundaland. Folklandet skall enligt författarna ha omfattat inte bara det i dag kända området i Uppland, utan också de östligare delarna av dagens landskap Västmanland.
År 2009 utkom en samlad vetenskaplig undersökning i ämnet under medverkan av en tvärvetenskaplig grupp av erkända forskare: historikern Lars-Otto Berg, kulturgeografen Marja Eriksson, ortnamnsforskaren Staffan Fridell, medeltidshistoriken Lars Gahrn, arkeologen Mats G. Larsson samt medeltidshistoriken Sigurd Rahmqvist. Deras samlade bedömning var, att ”allt talar för att striden 1210 stod vid den stora kungsby som idag heter Gästre i Simtuna härad i det uppländska folklandet Fjädrundaland”.

#### Kritik mot identifikationen
Dick Harrison och Stig Lundberg har varit skeptiska till utpekandet av byn Gästre som den historiska platsen Gestilren. Hypotesen saknar enligt Lundberg annat stöd i källorna än ortnamnens likhet. Lundberg bedömer detta som en vansklig grund att förlita sig på. Lundberg väljer istället att tro på lokaliseringen av Gestilren i Västgötalagens kungakrönika.

## Eventuell dansk inblandning
Det har hävdats att Sverker den yngre hade danskt kavalleri med sig, ibland preciserat till 18 000 man. Detta, till skillnad från slaget vid Lena, bekräftas inte i de danska källorna, vilka endast nämner att Sverker dött och att vinnare av striderna var Erik Knutsson som därefter kunde regera Sverige. En kort tid efter det påstådda slaget gifte han sig dessutom med den danske kungens dotter Rikissa av Danmark, något som på den tiden var den största eftergiften man kunde ge i ett politiskt försök att ena länder i fred. Danmark var vid denna tid involverat i strider i Baltikum, och om händelsen vid Gestilren över huvud taget var ett riktigt slag så kan det förmodligen snarare ses som en inrikes uppgörelse mellan de sverkerska och erikska ätterna än en strid mellan svenskar och danskar.

## Historiska källor
Förutom arkivfyndet i Frösthults sockens kyrkoräkenskapsböcker för perioden 1581–1628 finns i huvudsak fem medeltida källor som nämner Gestilren:

### Dansk-svenska annaler 916–1263
Här finns den äldsta annalnotisen om Gestilren. Dessa annaler anses ha författats i Lund hos dominikanerna senast 1254 vilket gör uppgifterna ganska aktuella när det gäller 1200-talets första del. Det menas att handskriften därefter kommit till Sverige bland andra böcker som man från Lund sände med de dominikaner som grundade ordens kloster i Sigtuna. I Sverige har man tillagt en del notiser om svenska förhållanden, häribland de fem yngsta notiserna som avser åren 1255–1263 någon gång efter 1263. Den om slaget vid Gestilren är en av de i Sverige tillagda notiserna, och lyder:
”1210. Bellum Gestilren 15. Kal. August, ubi occubuerunt Suercherus rex et Fulco dux.” (Översättning: ”1210. Drabbningen [eller: Slaget] vid Gestilren den 18 juli, där kung Sverker och jarl Folke föll [eller: där föll kung Sverker och jarl Folke].”)
Detta är vad man kan bygga på som daterbar tidig källa.

### Västgötalagens kungakrönika
I Västgötalagens kungakrönika heter det om Sverker den yngre, att "Folkungarne slogo Sverker ihjel i Gestilren". Detta lär vara första gången ordet folkungar nämns och texten tillägger dessutom att det var Sverkers egen måg som dödade honom. Vidare är kungakrönikan, i likhet med Västergötlands lagmanslängd ett tillägg som bands ihop med den äldre Västgötalagen omkring år 1325, av den så kallade Vidhemsprästen. Tilläggen brukar dateras till 1240-talet, men upphovsmannen är okänd. I avskriften Codex Holmiensis D 4, som dateras till första halvan av 1400-talet, anges att Gestilren ligger ”mellan Dala och Lena”. Det troliga är att detta är ett förklarande tillägg som gjorts av den som gjorde avskriften Codex Holmiensis D 4, men möjligheten finns också att Codex Holmiensis D 4 går tillbaka på en mer ursprunglig text.

### Skänningeannalerna
I Skänningeannalerna nämns följande:
- 1210 ”...Krig utbröt i Gestrylen. Här låg kung Sverker fallen med hertig Folke och många andra adelsmän. Den (9/2?) kröntes kung Erik Knutsson och erhöll Rikiza till maka”

### Annales Dano-Svecani
I Annales Dano-Svecani nämns:
”Bellatum est rursum in Gyllstenreen ubi rex Suercherus, dictus Hack, Caroli regis filius, occubuit et Folcho dux, alii uoque multi uiri Nobiles Folkungis, cessitque uictoria Sueuis”
”Krigat har man ånyo på Gestilern, där kung Sverker, kallad Hack, kung Karls son, vilar och även hertig Folke, även många andra män av folkungarnas herrar; och segern tillföll svenskarna.”
Ordet Sueui betyder egentligen folk från Schwaben. Dess förekomst i denna text ses som ett tecken på humanistiskt språkbruk från 1500-talet.

### Lunda-annalerna
Lunda-annalerna omnämner ”Bellum Giestilsren/Gyestilren”.